# Jules Brunet
Jules Brunet (2. ledna 1838 – 12. srpna 1911) byl francouzský vojenský důstojník, který sloužil v Japonsku v armádě Tokugawského šógunátu během Bošinské války. Původně byl poslán do Japonska v roce 1867 jako dělostřelecký instruktor s francouzskou vojenskou misí, odmítl však opustit zemi poté, co byl šógun poražen. Hrál vedoucí roli v separatistické republice Ezo a jejím boji proti císařským silám při reformách Meidži. Po porážce povstání se vrátil do Francie, kde bojoval ve francouzsko-pruské válce, později dosáhl hodnosti divizního generála a pracoval na ministerstvu války.

## Mládí a kariéra
Brunet se narodil na východě Francie v alsaském městě Belfort. Byl synem Jeana-Michela Bruneta, vojenského veterinárního lékaře. V roce 1855 byl přijat do důstojnické školy Saint-Cyr, kterou však po dvou letech opustil, aby nastoupil na vysokou školu École polytechnique. Po absolvování ročníku Brunet nastoupil k dělostřelectvu a vzdělání dokončil na dělostřelecké škole ve městě Mety, kde ve studiu vynikal a v roce 1861 jej absolvoval na čtvrtém místě.
Krátce po ukončení studia byl Brunet poslán společně s expedičním vojskem do Mexika. Jako podporučík jízdního dělostřeleckého pluku císařské gardy sloužil po většinu války s vyznamenáním; vyznamenal se zejména během obléhání Puebly v roce 1863, za což obdržel od císaře Napoleona III. Řád čestné legie. Během svého pobytu v Mexiku Brunet vytvořil řadu skic, z nichž některé byly následně publikovány ve francouzských novinách Le Monde illustré.

## Mise v Japonsku

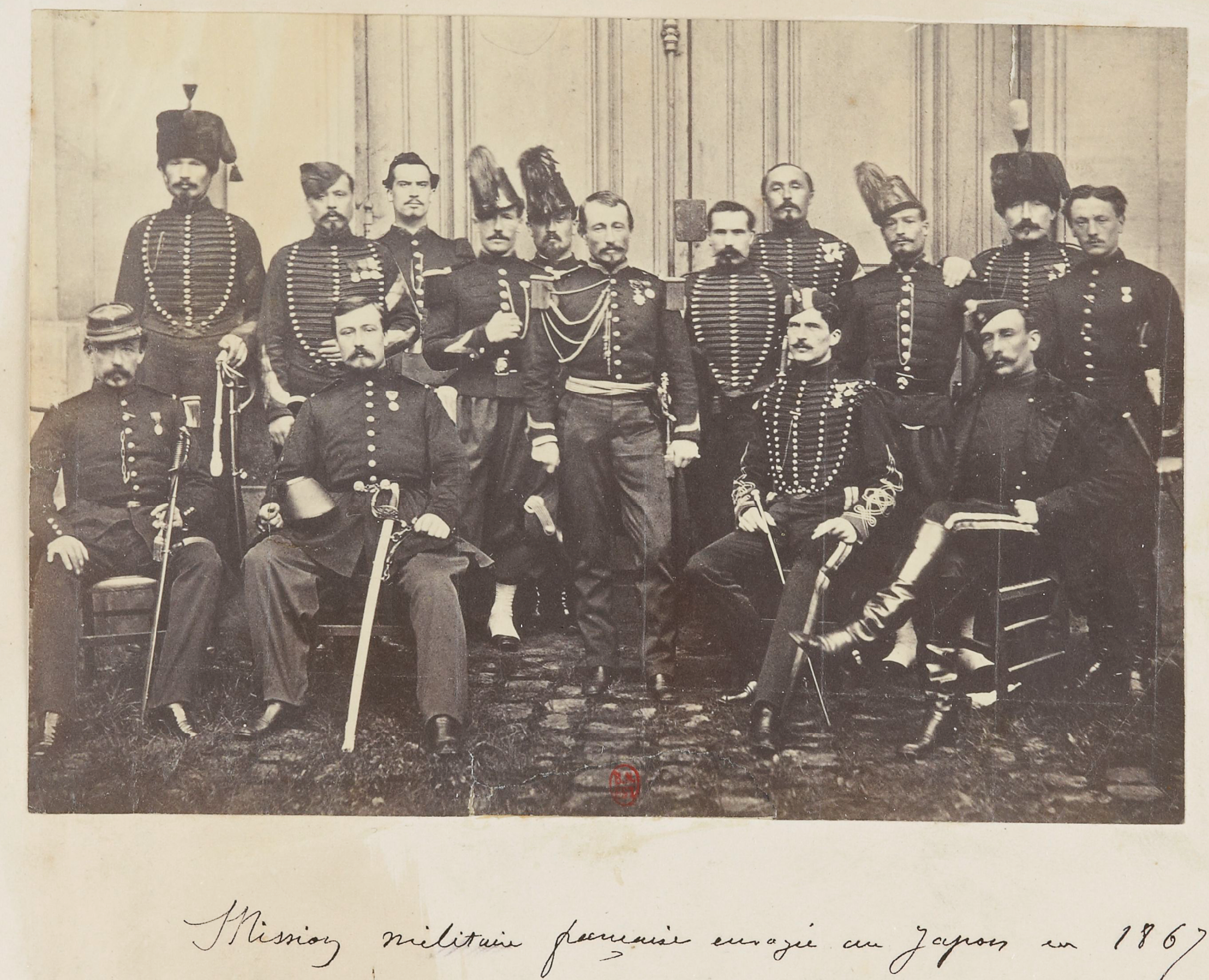
Francouzská vojenská mise před odjezdem do Japonska (1867). Brunet sedí v první řadě druhý zprava

V roce 1866 se francouzská vláda rozhodla vyslat do Japonska skupinu vojenských poradců, kteří dostali za úkol pomoci modernizovat armádu bakufu. Pro své vynikající výsledky v dělostřelecké škole a ve válce v Mexiku byl Brunet hlavní volbou pro dělostřelecký sbor mise. Napoleonovi III. ho dokonce doporučil hrabě Émilien de Nieuwerkerke, jenž si povšiml Brunetových kreslířských schopností a jeho „největšího přání vést vojenskou misi v Japonsku“.
Mise se skládala z patnácti členů, včetně pěti důstojníků, a velel ji kapitán Charles Chanoine. Všechny přípravy byly dokončeny 3. listopadu 1866 a o několik dní později se mise vydala do Japonska na palubě lodi Péluse. Dorazili v lednu 1867 a zhruba rok cvičili šógunovy jednotky. Během pobytu v Japonsku byl Brunet v srpnu 1867 povýšen na kapitána. Na konci téhož roku došlo k převratu a rezignaci šóguna Jošinobua Tokugawy, moc následně převzal císař Meidži a jeho vláda. V důsledku těchto událostí začala Bošinská válka.
Na konci září 1868 nařídila francouzská vláda své vojenské misi opustit Japonsko. Kapitán Chanoine zařídil, že zemi opustí na palubě dvou lodí, které vypluly 15. a 28. října. Brunet se však rozhodl, že ze země neodjede a zůstane stát po boku šóguna. Rozhodl se tak pomáhat koalici Óuecu reppan dómei, známé jako „Severní aliance“, v jejím odporu proti císařovi. Z francouzské armády vystoupil 4. října a o svém rozhodnutí informoval v dopise tehdejšího ministra války Adolpha Niela:
| „ | Mám tu čest Vám předložit svou rezignaci na hodnost kapitána; prohlašuji, že se od 4. října 1868 vzdávám výsad dělostřeleckého důstojníka ve francouzské armádě. | “ |

V dalším dopise, adresovaném samotnému Napoleonovi III., Brunet vysvětlil plán aliance i svou roli v ní:
| „ | Revoluce nutí vojenskou misi k návratu do Francie. Sám zůstávám, sám chci pokračovat, za nových podmínek: výsledkům dosažené mise spolu se Stranou severu, která je v Japonsku Francii nakloněnou stranou. Brzy dojde k reakci a daimjóové ze Severu mi nabídli, abych se stal jejich duší. Přijal jsem, protože s pomocí tisíce japonských důstojníků a poddůstojníků, našich studentů, mohu vést 50 000 mužů Konfederace [...]. | “ |

V den své rezignace, 4. října, opustil Brunet francouzské velitelství v Jokohamě pod záminkou, že jde navštívit francouzsko-japonský arzenál v Jokosuce. Místo toho se vydal k loďstvu šógunátu kotvícímu u Šinagawy v Tokijském zálivu, kde se připojil k Andrému Cazeneuveovi, krajanovi, jenž zůstal šógunovi věrný.

## Válka Bošin

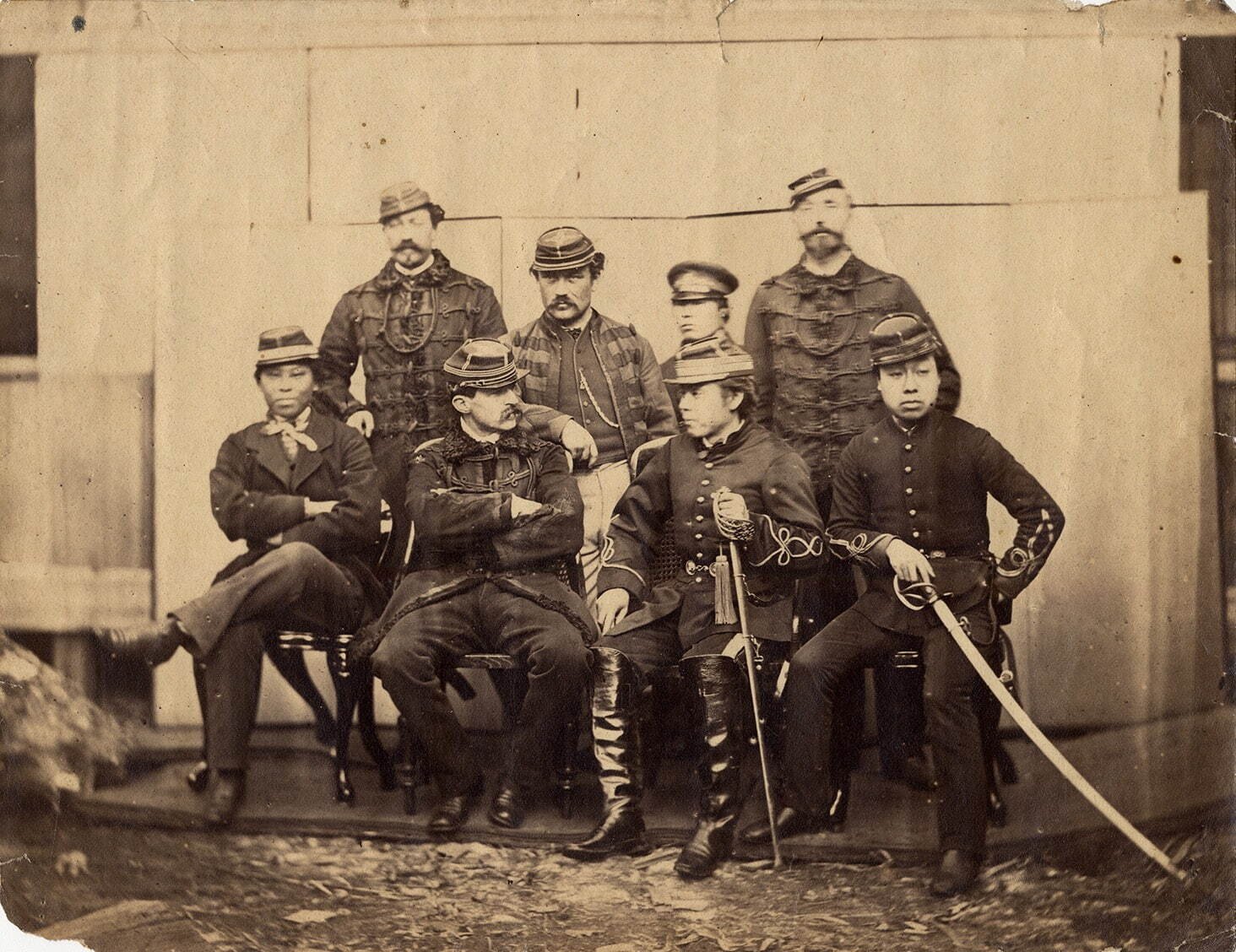
Francouzští vojenští poradci a jejich japonští spojenci, přibližně v roce 1868. Brunet sedí vpředu, druhý zleva, otočený k šógunátnímu důstojníkovi Taróu Macudairovi

Brunet byl aktivní v Bošinské válce. V lednu 1868, tedy ještě předtím, než byla mise odvolána zpět do Francie, se spolu s Cazeneuvem zúčastnili bitvy u Toby a Fušimi poblíž Ósaky. V bitvě však zvítězilo císařské vojsko a Brunet a Cazeneuve museli společně se šógunovým admirálem Takeakim Enomotem uprchnout na válečné lodi Fudžijama do Eda (dnešního Tokia).
Když i Edo padlo do rukou císařských vojsk, Enomoto a Brunet opět uprchli; nejprve do města Sendai a poté na ostrov Hokkaidó, jenž se tehdy nazýval jako Ezo. Na sever vypluli v říjnu 1868 a v prvních prosincových dnech dorazili do přístavního města Hakodate, které brzy nato dobyli. Ke konci roku pak zabrali i zbylé oblasti Eza. Dne 27. ledna 1869 Enomoto a jeho spojenci vyhlásili nezávislou Republiku Ezo. Brunet se v její vládě stal de facto ministrem zahraničních věcí. Zval zahraniční diplomaty a vedl předběžná jednání s cizími mocnostmi, protože republika usilovala o mezinárodní uznání. Byl také zodpovědný za přípravu francouzsky psaných oznámení, jež byly určeny jeho kolegům z řad důstojníků bojujících v povstání.
Brunet také pomáhal organizovat armádu Eza pod společným francouzsko-japonským velením. Vrchním velitelem se stal Keisuke Ótori, přičemž Brunet byl druhým ve velení. Každé ze čtyř brigád armády velel francouzský důstojník (Fortant, Marlin, Cazeneuve a Bouffier) a každé její půlbrigádě velel japonský důstojník. Poslední bitvu svedla šógunova a císařská vojska o město Hakodate; v červnu 1869 zde byly síly Eza v počtu 3 000 mužů poraženy 7 000 císařskými vojáky.

## Návrat do Francie a pozdější kariéra

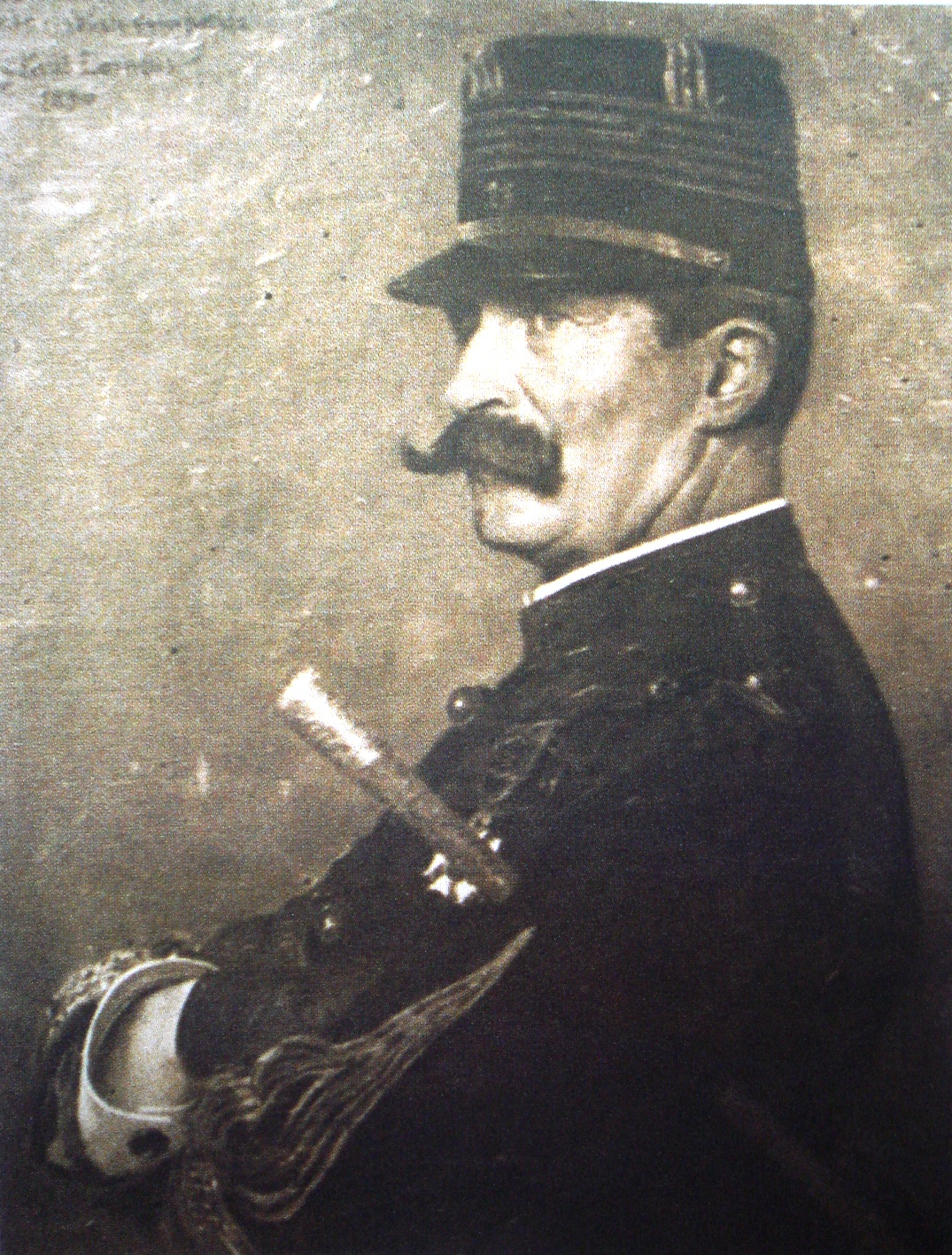
Jules Brunet v roce 1890

Bruneta a další francouzské poradce hledala císařská armáda, ale z Hokkaidó je stihla evakuovat francouzská korveta Coëtlogon, které velel Abel-Nicolas Bergasse du Petit-Thouars. V Jokohamě je zatkl nový francouzský zplnomocněnec v Japonsku Maxime d'Outrey a poté je na lodi Dupleix odvezl do Saigonu. Brunet se nato vrátil do Francie. Japonská vláda požadovala, aby byl Brunet potrestán za svou účast v Bošinské válce, jeho činy však byly ve Francii vnímány spíše kladně a žádost tak byla zamítnuta.

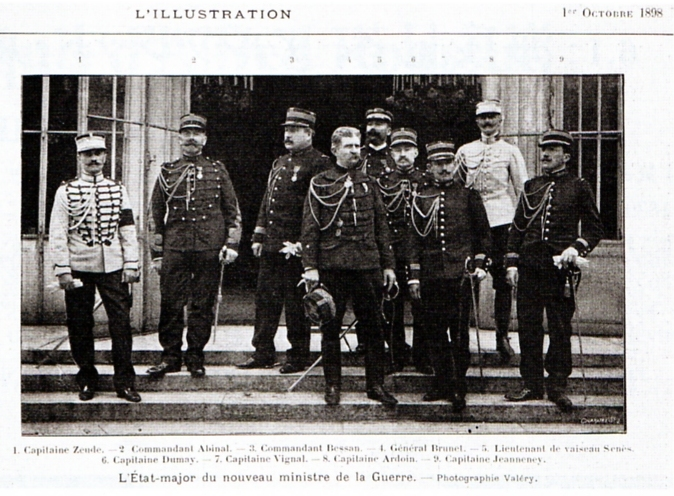
Generál Jules Brunet (uprostřed, s kloboukem v ruce), vedoucí kabinetu francouzského ministra války, 1898

Poté, co dostal Brunet ve své rodné zemi mírný trest a byl suspendován na dobu šesti měsíců, byl v únoru 1870 povolán zpět do služby. Během prusko-francouzské války, odehrávající se v letech 1870–1871, se vyznamenal v bitvách u Spicherenu, Mars-la-Tour a Gravelotte. Při obléhání města Metz byl vzat do německého zajetí. Po skončení války sehrál Brunet jako člen versailleské armády klíčovou roli při potlačování Pařížské komuny. V srpnu 1871 navštívil Královskou školu vojenského inženýrství ve Velké Británii a ještě téhož roku byl jmenován důstojníkem Čestné legie. Následujícího roku v červnu se stal pobočníkem ministra války Ernesta Courtot de Cisseyho.
V roce 1879 byl Brunet povýšen do hodnosti chef d’escadron a jmenován vojenským atašé v Římě. Jako plukovník velel mezi lety 1887 a 1891 11. dělostřeleckému pluku. V prosinci 1891 byl povýšen na brigádního generála a v letech 1891 až 1897 velel 48. pěší brigádě a poté 19. dělostřelecké brigádě. Roku 1898 jej tehdejší ministr války Chanoine, jenž byl Brunetovým vyšším důstojníkem během japonské mise, jmenoval svým vedoucím kabinetu a povýšil ho na divizního generála.
V lednu 1903 odešel Brunet do zálohy. Zemřel po dlouhé nemoci dne 13. srpna 1911 ve městě Fontenay-sous-Bois.

## Rehabilitace v Japonsku
Brunetův bývalý spojenec, admirál Enomoto, vstoupil do císařské vlády a stal se ministrem císařského námořnictva. Díky jeho vlivu císařská vláda Brunetovi nejen odpustila, ale v květnu 1881 a následně v březnu 1885 mu udělila vyznamenání, mimo jiné Řád vycházejícího slunce. Medaile mu byly předány na japonském velvyslanectví v Paříži. V roce 1895 byl Brunet jmenován velkodůstojníkem Řádu posvátného pokladu.

## Brunetovy skici a malby

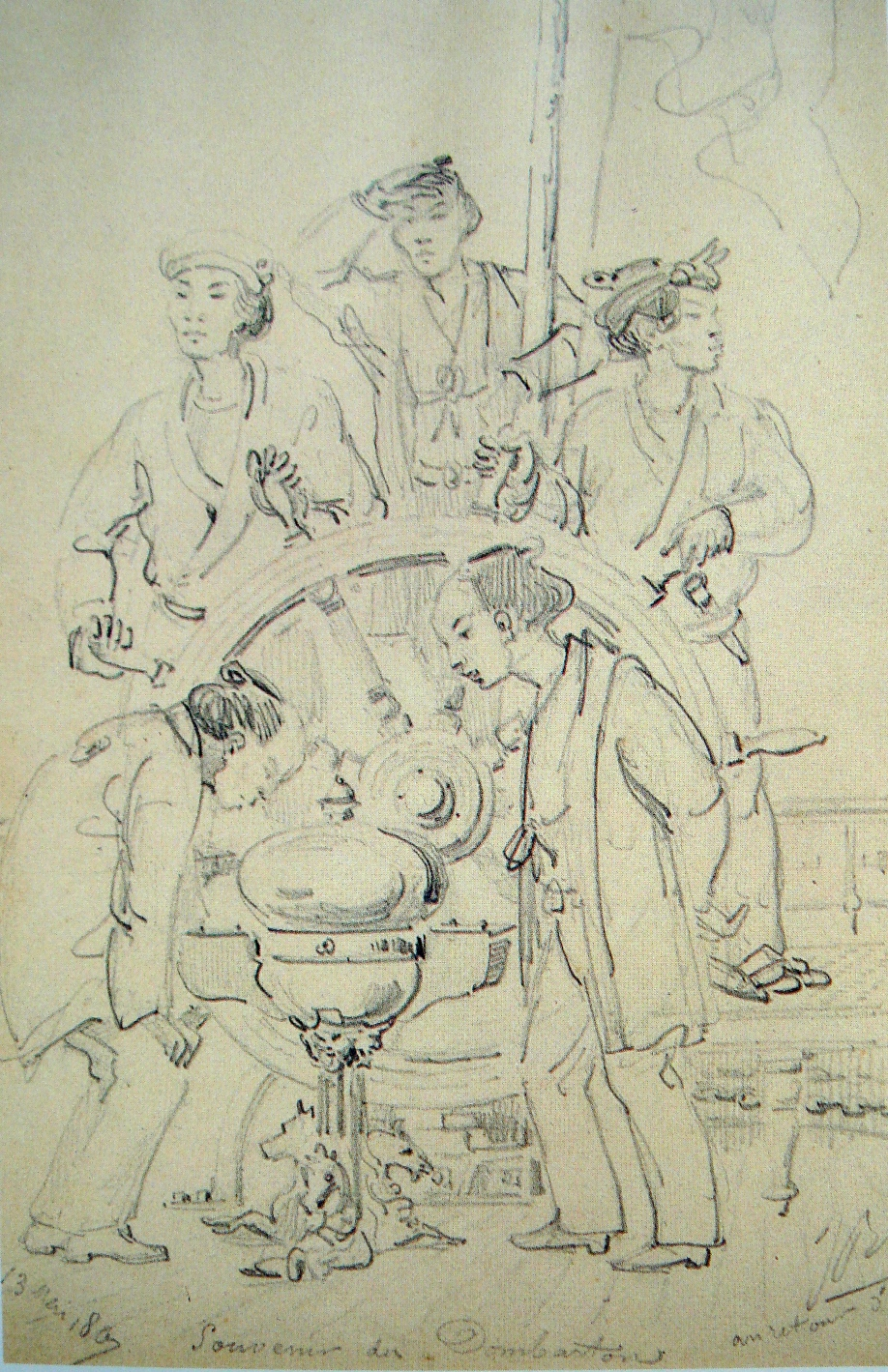
Japonští námořníci na lodi čógei, 13. května 1867
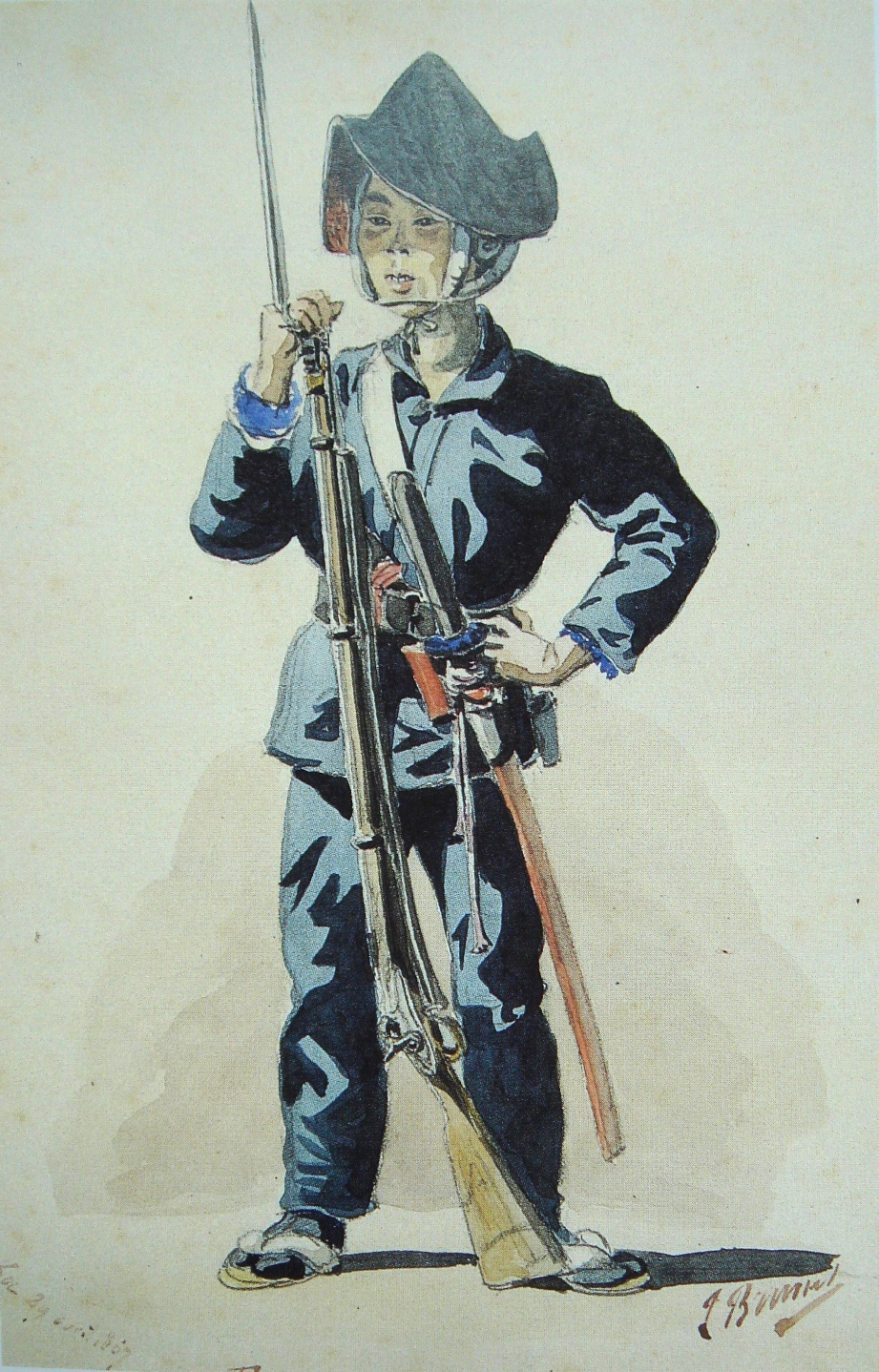
Japonský pěšák bakufu (Ósaka, 29. dubna 1867)
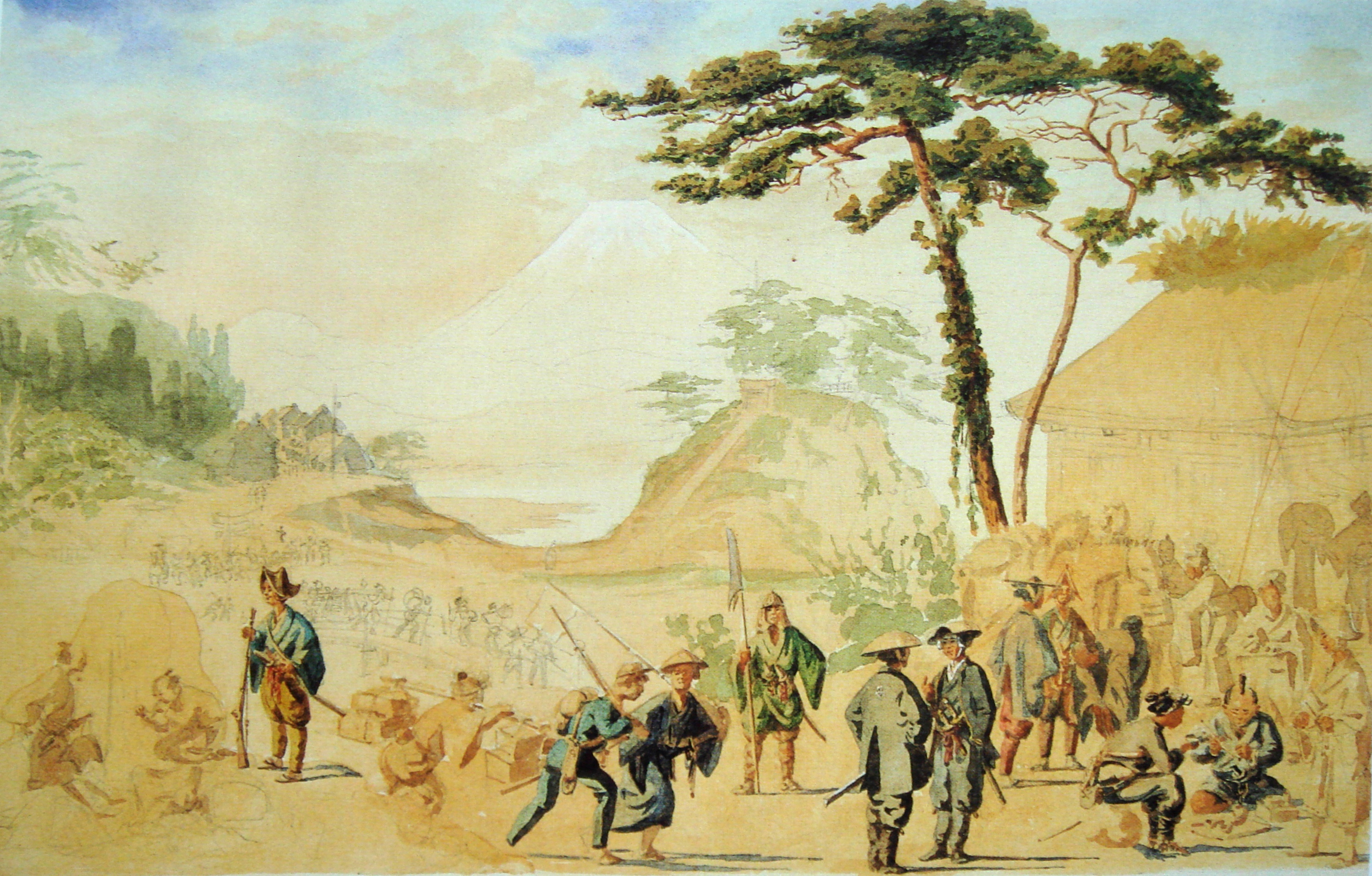
Vojáci bakufu u hory Fudži v roce 1867
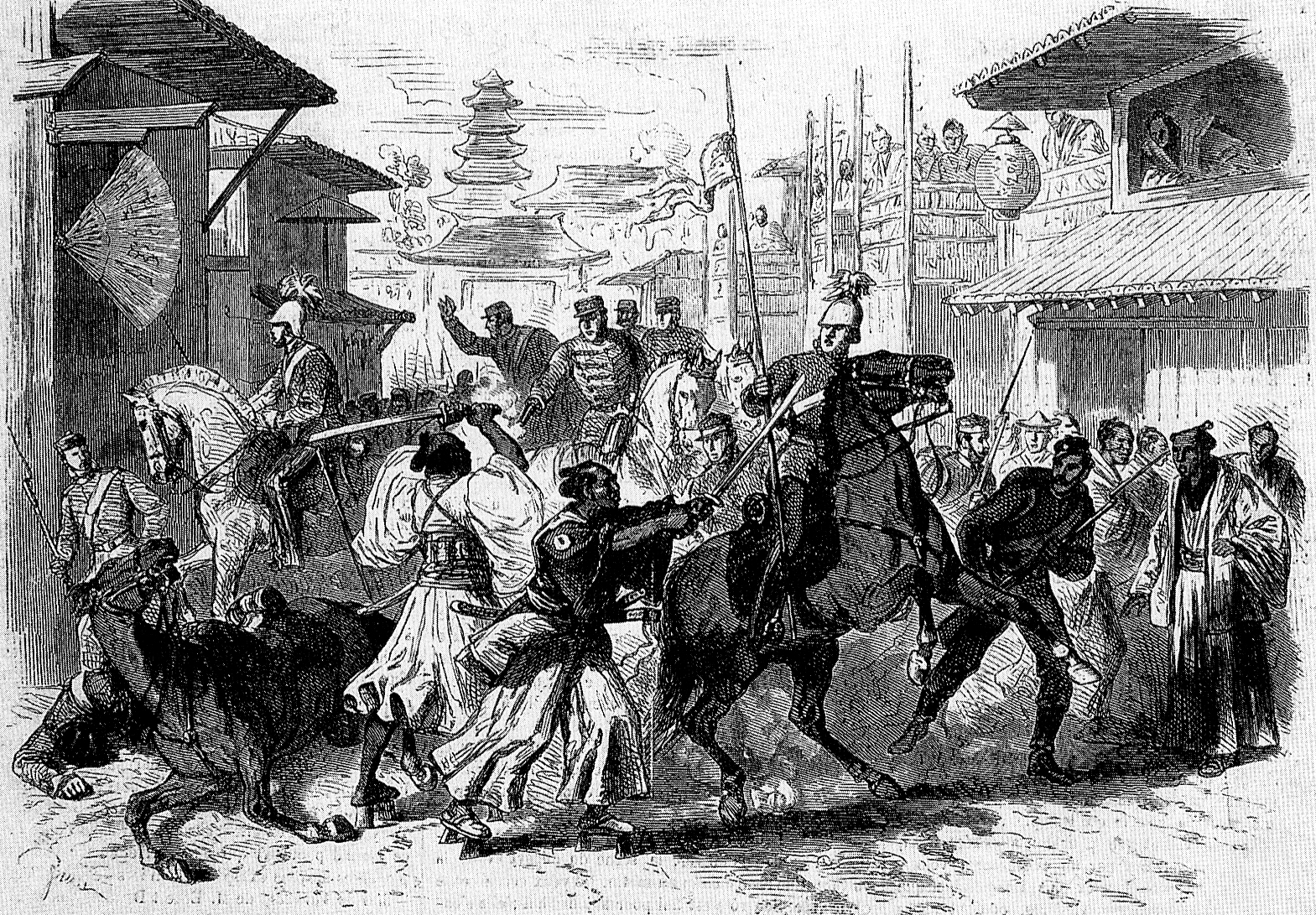
Útok v Kjótu na britského vyslance v Japonsku Harryho Parkese, otištěno ve vydání Le Monde Illustré z 13. června 1868